# Les Solitaires (film français, 2000)
Pour les articles homonymes, voir Solitaire.
Pour le film tchèque, voir Les Solitaires (film tchèque, 2000).
Pour plus de détails, voir Fiche technique et Distribution.
Les Solitaires est un film français de Jean-Paul Civeyrac, sorti en 2000.

## Synopsis
Pierre vit dans le souvenir de Madeleine, sa femme décédée. Le fantôme de celle-ci vient le retrouver et le réconforte. Alice, sa voisine est amoureuse de lui. 
Un jour Baptiste, le frère de Pierre, s’installe chez lui. Sa présence et celle de sa femme (Eva) sème le trouble. 

## Fiche technique
- Titre :Les Solitaires
- Réalisateur : Jean-Paul Civeyrac
- Scénario : Jean-Claude Montheil et Jean-Paul Civeyrac
- Photographie : Laurent Desmet
- Producteur : Les Films Pelléas
- Musique : Jean-Sébastien Bach, Carl-Philippe Emmanuel Bach, François Couperin, Jean-Yves Rivaud
- Pays :  France
- Genre : drame
- Durée : 75 min
- Sortie : 
  - France - 12 avril 2000

## Distribution
- Mireille Roussel : Madeleine
- Lucia Sanchez : Alice
- Margot Abascal : Eva
- Jean-Claude Montheil : Pierre
- Philippe Garziano : Baptiste
- Laurette Polmanss : la mathématicienne
- Christophe Givois : Michel
- Lily Boulogne : la mère de Madeleine